# Cantonul Mirebeau-sur-Bèze
Cantonul Mirebeau-sur-Bèze este un canton din arondismentul Dijon, departamentul Côte-d'Or, regiunea Burgundia, Franța.

## Comune
| Comune                  | Populație (1999) | Cod poștal | Cod INSEE |
| ----------------------- | ---------------- | ---------- | --------- |
| Arceau                  | 569              | 21310      | 21016     |
| Beaumont-sur-Vingeanne  | 163              | 21310      | 21053     |
| Beire-le-Châtel         | 620              | 21310      | 21056     |
| Belleneuve              | 1 398            | 21310      | 21060     |
| Bèze                    | 632              | 21310      | 21071     |
| Bézouotte               | 214              | 21310      | 21072     |
| Blagny-sur-Vingeanne    | 109              | 21310      | 21079     |
| Champagne-sur-Vingeanne | 247              | 21310      | 21135     |
| Charmes                 | 108              | 21310      | 21146     |
| Cheuge                  | 115              | 21310      | 21167     |
| Cuiserey                | 85               | 21310      | 21215     |
| Jancigny                | 100              | 21310      | 21323     |
| Magny-Saint-Médard      | 224              | 21310      | 21369     |
| Mirebeau-sur-Bèze       | 1 573            | 21310      | 21416     |
| Noiron-sur-Bèze         | 166              | 21310      | 21459     |
| Oisilly                 | 108              | 21310      | 21467     |
| Renève                  | 414              | 21310      | 21522     |
| Savolles                | 128              | 21310      | 21595     |
| Tanay                   | 232              | 21310      | 21619     |
| Trochères               | 136              | 21310      | 21644     |
| Viévigne                | 202              | 21310      | 21682     |